# Península de Eduardo VII

La península de Eduardo VII o Tierra del Rey Eduardo VII o península del Rey Eduardo VII es una gran península helada de la Antártida que forma el extremo nordoccidental de la Tierra de Marie Byrd, punto de inicio del mar de Ross, entre la bahía Sulzberger y el extremo nordeste de la barrera de hielo de Ross. La península de Eduardo VII está definida por esta barrera de hielo, en el suroeste, por la bahía Okuma, en el oeste, y, en el este, por la bahía Sulzberger y la costa Saunders.
La costa occidental se llama costa Shirase. Por el lado norte y este, se ubica la barrera de hielo de Swinburne.

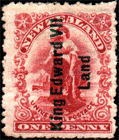
El sello de Nueva Zelanda sobreimpreso para su uso en la base británica.

La mayor parte de la península está dentro de la Dependencia Ross, reclamada por Nueva Zelanda, pero sujeta a las disposiciones del Tratado Antártico.

## Historia
La península de Eduardo VII fue descubierta el 30 de enero de 1902, por la Expedición Discovery (Expedición Británica Antártica) (1901-1904) al mando de Robert Falcon Scott, que la nombró así en honor del rey Eduardo VII del Reino Unido. El área fue explorada por la expedición Nimrod comandada por Ernest Shackleton en 1908-09.
El carácter peninsular de la región fue determinada por la exploración dirigida por la expedición Antártica Byrd (1933-1935) y la expedición del Servicio Antártico de los Estados Unidos (1939-41).
- Datos: Q1253855
- Multimedia: Edward VII Peninsula / Q1253855